# Templul zeiței Artemis din Efes

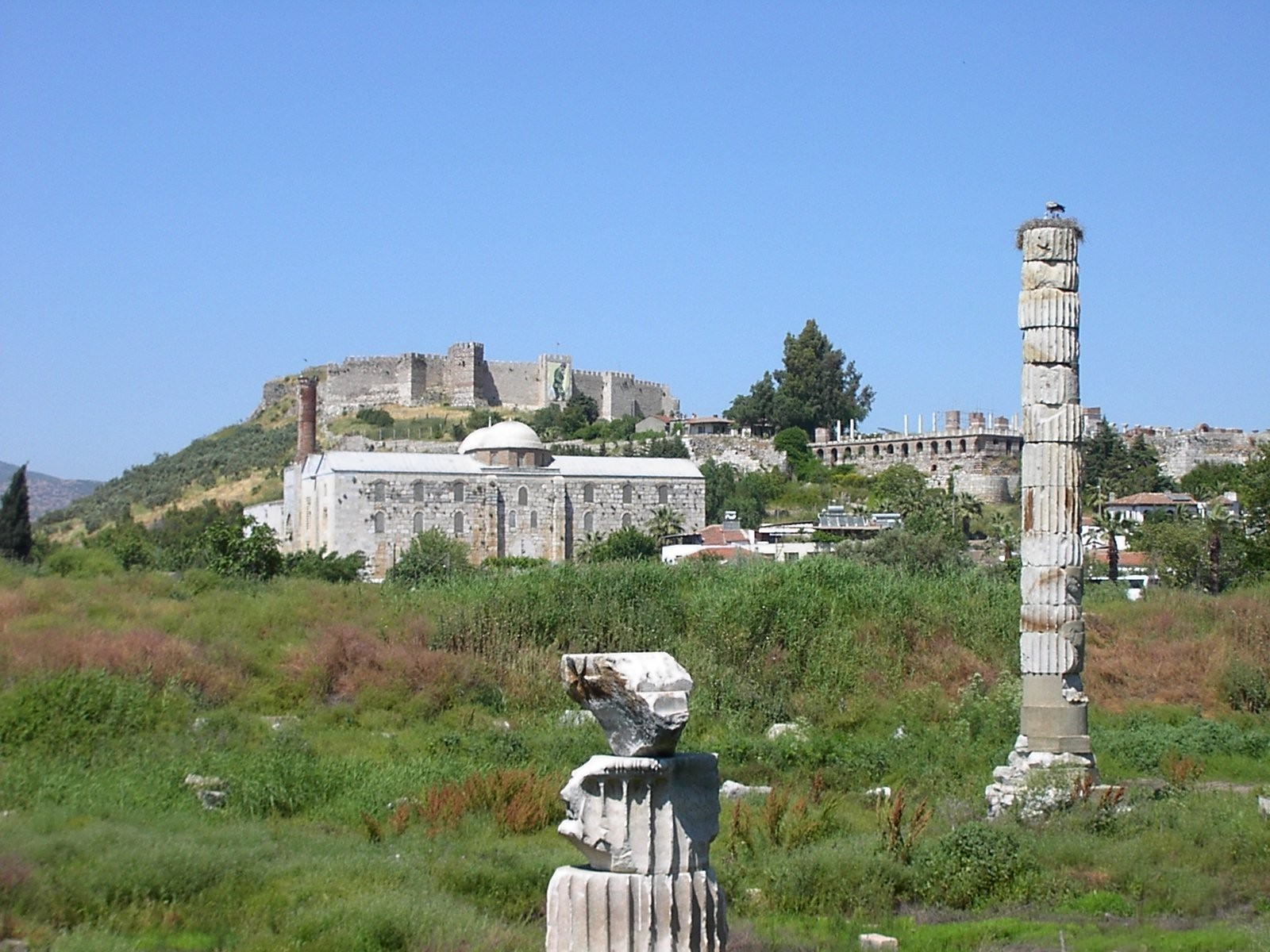
Ruinele templului zeiței Artemis (în prim plan: două coloane parțial reconstituite)

Templul Artemisei din Efes (în greacă: Artemision, lat. Artemisium), cunoscut și ca „Templul Dianei”, a fost un edificiu antic grec construit pentru zeița Artemis. Templul a fost ridicat în anul 550 î.Hr. în Efes, oraș aflat atunci pe teritoriul imperiului babilonian. Templul zeiței Artemis din Efes se află la 50 km la sud de orașul Izmir, Turcia. Din templul original, considerat una din cele șapte minuni ale lumii nu au rămas decât puține relicve.

## Descrierea templului
Templul a fost construit timp de 120 ani, după planurile concepute de către Chersiphron și fiul său, Metagenes. Clădirea a avut 51m lățime și 105 m lungime. 127 de coloane de 18 m înălțime susțineau acoperișul. În interiorul templului se afla statuia de 2 m a zeiței Artemis, acoperită cu aur și argint.
Philon din Alexandria a spus despre clădire: „Am văzut zidurile din Babilon, am văzut grădinile din Semiramis, am văzut statuia lui Zeus din Olimp, Colosul din Rodos, piramidele. Dar când am văzut templul din Efes, celelalte minuni au dispărut ca în ceață.”
La 21 iulie 356 î.Hr. templul a ars într-un incendiu; se spune că un om numit Herostratus a aprins focul și că și el a murit în foc. Istoria acestui om este una din cea mai dramatică și plină învățăminte din antichitate. El nu se deosebea prin nimic de semenii săi, însă, în dorința ca numele său să fie păstrat în conștiința oamenilor și în istorie a comis acest act criminal. De aici a luat naștere expresia „Slavă lui Herostrat”. Legenda spune că în noaptea în care templul a ars, s-a născut Alexandru cel Mare, iar Artemis a fost prea ocupată cu nașterea lui și nu a avut grijă de templu. 
Alexandru a oferit oamenilor din Efes bani pentru a reconstrui templul, dar aceștia nu au acceptat. Construcția noului templu a început în anul 323 î.Hr, din banii efesenilor și a continuat timp de mai mulți ani. Acest templu era mult mai mare decât precedentul: 69 m lățime, 137 m lungime, dar numărul de coloane și înălțimea lor a rămas aceiași. Cultul zeiței Artemis era unul extrem de viu de aceea orașul a beneficiat de fonduri pentru a construit un mare templu.
În scrierile sale, istoricul Pausanias menționa faptul că în templul de la Efes exista o mare statuie a zeiței Artemis, dar existau și altele precum o veche statuie a zeiței Nyx realizată de către sculptorul Rhoecus în secolul al VI î.Hr. De asemenea sunt descrise coloanele acoperite cu aur și argint dar și picturile ce le reprezentau pe Amazoana, considerate a fii fondatoarele Efesului.
Templul este menționat și în scrierile creștinismului timpuriu, inclusiv în Noul Testament. Conform Faptelor Apostolilor, apariția primilor misionari creștini în Efes a cauzat o mare tulburare și revoltă în rândul cetățenilor.
În anul 162 d.Hr, în vremea împăratului roman Marc Aureliu, a fost dat un edict în urma căruia se recunoștea importanța festivalului religios anual dedicat lui Artemis de la Efes și se lungea perioada sa de la câteva zile la o lună. Zeița Artemis din Efes, în calitate de Mare Zeiță a fost în cele din urmă identificată cu Cybele. În anul 268, templul a fost avariat în urma raidurilor goților când aceștia au atacat Efesul și au incendiat mare parte din el. Istoria ulterioară a templului este destul de neclară, este posibil să fi fost renovat, dar a intrat în declin după incendiul din 268 care l-a distrus în mare parte și după indiferența împăraților și a cetățenilor cauzată de declinul cultelor păgâne și de creștinarea imperiului. Se știe că multe dintre coloanele vechiului templu au fost transportate la Constantinopol pentru construirea Catedralei Hagia Sofia.
După săpăturile arheologice din secolul al XIX-lea, respectiv secolul XX, multe dintre comorile vechiului templu printre care statui, vase și basoreliefuri au fost transportate la British Museum din Londra și la Muzeul de Arheologie din Efes. În prezent vechiul site al templului atrage în continuare mii de vizitatori anual datorită importanței sale majore.